# Herakles (Euripides)
Herakles (Oudgrieks Ἡρακλῆς, Latijn: Hercules furens) is een tragedie van de Griekse dichter Euripides. Het stuk werd rond 416 v.Chr. geschreven. Euripides doet de tragische kenmerken van de held uitkomen. 

## Dramatis personae
- Amphitryon, echtgenoot van Alkmene en pleegvader van Herakles
- Megara, echtgenote van Herakles
- Oude mannen van Thebe, Koor
- Lykos, tiran van Thebe
- Herakles
- Iris, bode van de goden
- Lyssa, personificatie van de Razernij
- Bode
- Theseus, koning van Athene
- De drie zoons van Herakles (geen tekst)

## Nederlandse vertalingen
- 1959 – Herakles – Evert Straat
- 1998 – Herakles – Gerrit Komrij
- 2002 – Herakles' waanzin – Gerard Koolschijn
- 2005 – De waanzin van Heracles – Willy Courteaux en Bart Claes